# Mostowoje (Kaliningrad, Tschernjachowsk)
Mostowoje (russisch Мостовое, deutsch Kallwischken, 1938–1945 Hengstenberg, litauisch Kalviškiai) ist ein Ort in der russischen Oblast Kaliningrad. Er gehört zur kommunalen Selbstverwaltungseinheit Stadtkreis Tschernjachowsk im Rajon Tschernjachowsk.

## Geographische Lage
Mostowoje liegt 21 Kilometer nordwestlich der Stadt Tschernjachowsk (Insterburg) an der Kommunalstraße 27K-097, die unweit nördlich von Kalinowka (Aulowönen/Aulenbach) von der Regionalstraße 27A-009 (ex A197) abzweigt und über Dubrowka (Spannegeln) nach Wyssokoje (Popelken/Markthausen) führt. Ein Bahnanschluss besteht nicht.

## Geschichte
Das spätere Gutsdorf Kallwischken war ehemals eine Kolonie der Salzburger Exulanten und kam 1874 zum neu errichteten Amtsbezirk Aulowönen (1938 umbenannt in: „Amtsbezirk Aulenbach“, der Ortsname heißt russisch: Kalinowka). Dieser bestand bis 1945 und gehörte zum Kreis Insterburg im Regierungsbezirk Gumbinnen der preußischen Provinz Ostpreußen. Im Jahre 1910 lebten im Gutsbezirk Kallwischken 52 Einwohner.
Am 17. Oktober 1928 schlossen sich die Nachbargemeinden Kemsen und Klein Aulowönen mit dem Gutsdorf Kallwischken zur neuen Landgemeinde Kallwischken zusammen, die 1933 insgesamt 197 und 1939 bereits 202 Einwohner zählte. zählte. Am 3. Juni 1938 wurde Kallwischken – mit amtlicher Bestätigung vom 16. Juli 1938 – aus politisch-ideologischen Gründen in „Hengstenberg“ umbenannt.
In Kriegsfolge kam der Ort 1945 mit dem nördlichen Ostpreußen zur Sowjetunion. 1950 erhielt er die russische Bezeichnung „Mostowoje“ und wurde dem Kalinowski selski Sowet im Rajon Bolschakowo zugeordnet. Später (vermutlich 1963) gelangte der Ort in den Wyssowski selski Sowet im Rajon Slawsk. Seit um 1980 gehörte Mostowoje wieder zum Kalinowski selski Sowet, diesmal im Rajon Tschernjachowsk. Von 2008 bis 2015 gehörte der Ort zur Landgemeinde Kaluschskoje selskoje posselenije und seither zum Stadtkreis Tschernjachowsk.

## Kirche
Die mehrheitlich evangelische Bevölkerung Kallwischkens resp. Hengstenbergs war bis 1945 in das Kirchspiel der Kirche Aulowönen (1938–1946: Aulenbach, russisch: Kalinowka) eingepfarrt und war Teil des Kirchenkreises Insterburg in der Kirchenprovinz Ostpreußen der Kirche der Altpreußischen Union. Heute liegt Mostowoje im Einzugsbereich der in den 1990er Jahren neu entstandenen evangelisch-lutherischen Gemeinde in Bolschakowo (Groß Skaisgirren, 1938–1946 Kreuzingen), einer Filialgemeinde der Kirchenregion Slawsk (Heinrichswalde) in der Propstei Kaliningrad der Evangelisch-lutherischen Kirche Europäisches Russland.